# Gordon Relief Expedition

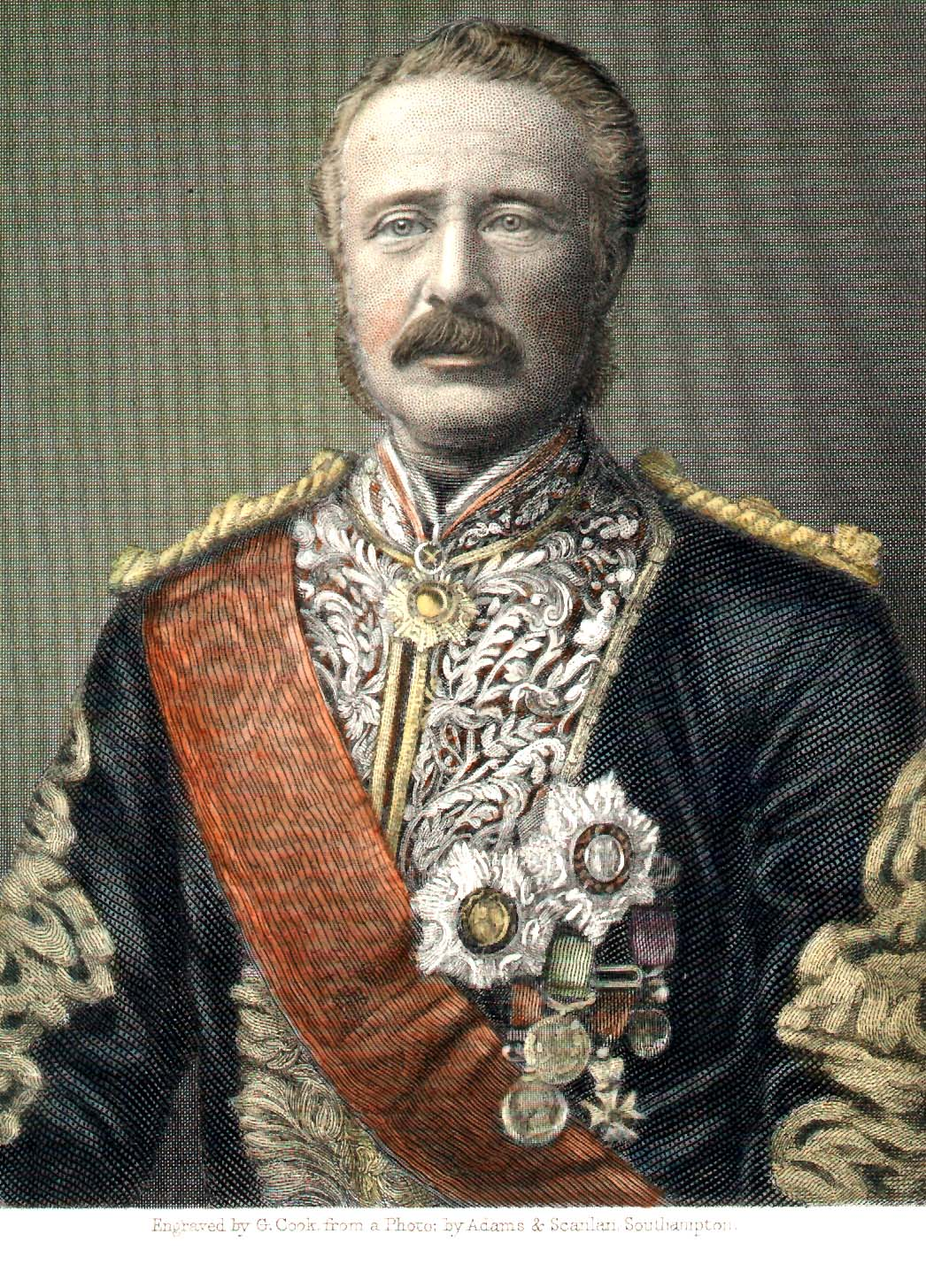
Charles George Gordon

Die Gordon Relief Expedition oder Nile Expedition wurde 1884/85 unter Garnet Wolseley in den Sudan entsandt, um Generalgouverneur Charles George Gordon vor dem Mahdi-Aufstand zu retten. Sie erreichte die sudanesische Hauptstadt Khartum zwei Tage zu spät, um die Erstürmung der Stadt durch die Mahdisten und die Ermordung Gordons zu verhindern.

## Vorgeschichte
Im Sudan, der ab 1821 unter die Herrschaft der osmanischen Vizekönige (Khediven) von Ägypten gekommen war, begann 1881 der Mahdi-Aufstand. Muhammad Ahmad hatte sich zum Mahdi erklärt und im November 1883 in der Schlacht von Scheikan die ägyptische Armee zerschlagen. Die kolonialen Kräfte Großbritanniens, das 1882 Ägypten besetzt hatte, waren zu dieser Zeit hauptsächlich auf den Konflikt mit Russland (Great Game) gerichtet. Auf Grund der desolaten Lage der ägyptischen Truppen im Sudan wies die britische Regierung daher unter Gladstone im Dezember 1883 Ägypten an, die Sudan-Provinzen aufzugeben. Dies war allerdings insofern schwierig, als tausende ägyptische Soldaten, Zivilangestellte und deren Angehörige aus dem Sudan evakuiert werden sollten. Die britische Regierung beauftragte deshalb Charles George Gordon, der bereits von 1877 bis 1880 Gouverneur des Sudan gewesen war, nach Khartum zu gehen, um von dort aus die Evakuierung zu organisieren. Gordon erreichte Khartum am 18. Februar 1884 und konnte ca. 2.500 Frauen, Kinder, Kranke und Verwundete nach Ägypten in Sicherheit bringen, bevor die Mahdisten die Stadt am 18. März einschlossen und die zehnmonatige Belagerung von Khartum begannen. Im Mai erreichten die Mahdisten Berber und Evelyn Baring, der britische Generalkonsul von Ägypten, kam zu dem Schluss, dass eine britische Expedition zur Rettung Gordons nötig sei. Allerdings geschah in den nächsten Monaten nichts, außer dass durch General Wolseley Pläne für einen Feldzug entworfen wurden. Wolseley war seit seinem Sieg im Anglo-Ägyptischen Krieg der populärste britische General. Im Sommer 1884 weitete sich die Diskussion um die Rettung Gordons bis zu einem Antrag auf ein Misstrauensvotum gegen die britische Regierung aus. Gladstone gab schließlich dem öffentlichen Druck nach und beantragte am 5. August 1884 im Parlament 300.000 £ zur Durchführung einer Expedition unter Wolseley, die so genannte Gordon Relief Expedition.

## Expeditionsstreitkräfte

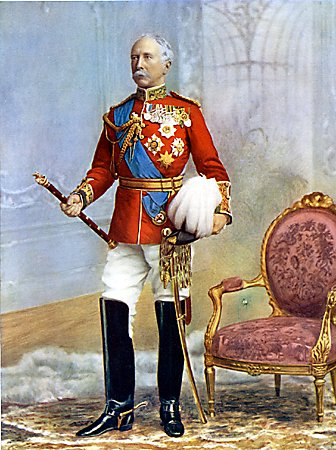
Garnet Wolseley, Befehlshaber der Gordon Relief Expedition

Am 26. August wurde Wolseley mit dem Kommando beauftragt. Er erreichte Kairo am 9. September 1884. Wolseley verfügte über ungefähr 8.000 Mann. Er kannte Ägypten sehr gut aus dem Anglo-Ägyptischen Krieg und plante deshalb seinen Vormarsch durch die Wüste sehr sorgfältig. Er teilte seine Truppen in zwei Kolonnen, die River Column und das Camel Corps. Die Expedition war aufgrund der umfangreichen Vorbereitungsmaßnahmen nicht vor November 1884 abmarschbereit. Im Dezember 1884 erreichten die britischen Truppen Korti, um von hier aus nach Khartum vorzurücken. Die unter britischer Führung neu aufgestellte ägyptische Armee übernahm in diesem Feldzug nur administrative Aufgaben.

### River Column
Die Hauptstreitmacht (River Column) unter Generalmajor William Earle (nach seinem Tod Henry Brackenbury) rückte von Korti aus mit Booten und Dampfern, die zum Teil vom Touristikunternehmen Thomas Cook and Son geliehen worden waren, auf dem Nil vor. Dafür wurden durch William Francis Butler Walfängerboote ausgerüstet. Die Erfahrungen, die Wolseley und Butler während der Red-River-Expedition in Kanada gemacht hatten, kamen ihnen hier zugute und führten dazu, dass zur Steuerung der Boote 392 Männer aus Kanada angeworben wurden.
- River Column (William Earle)
  - 1st Battalion Black Watch
  - 1st Battalion Cameron Highlanders
  - 1st Battalion Gordon Highlanders
  - 1st Battalion South Staffordshire Regiment
  - 1st Battalion Royal West Kent Regiment
  - 1st Battalion Royal Irish Regiment
  - 1st Battalion Duke of Cambridge’s Light Infantry
  - 2st Battalion Essex Regiment
  - 19th Hussars[3]

### Desert Column – Camel Corps

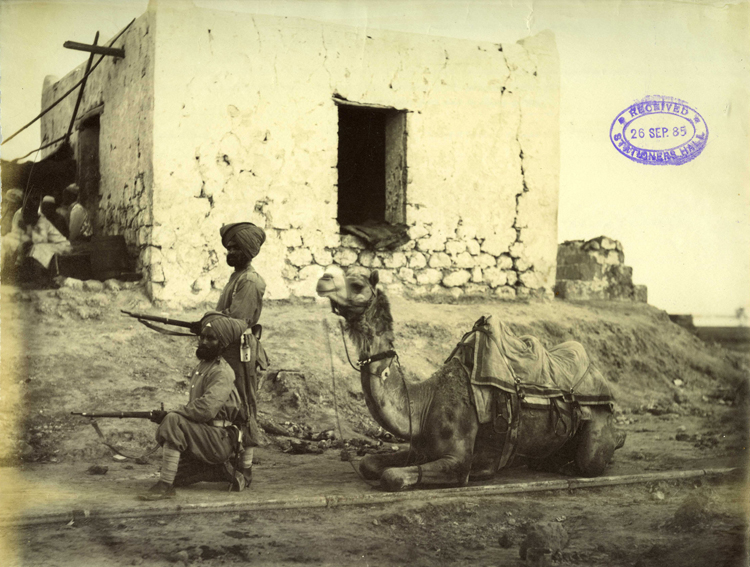
Fotografie des Camel Corps von Felice Beato

Gleichzeitig marschierte die andere kleinere, mobilere Streitmacht unter Sir Herbert Stewart direkt durch die Wüste. Für diese Wüstenstreitmacht formierte Wolseley die möglicherweise erste Spezialeinheit der britischen Militärgeschichte, das so genannte Camel Corps. Das Camel Corps bestand aus vier Regimentern. Die Männer dafür wurden in 14 Eliteregimentern der Garde, der Schweren und der Leichten Kavallerie geworben. Aus jedem Regiment kamen zwei Offiziere, fünf Unteroffiziere und 38 Mann. Die Männer mussten maximal 22 Jahre alt, körperlich fit, gesund und zudem Scharfschützen sein.
- Camel Corps (Herbert Stewart, Stellvertreter Frederick Gustavus Burnaby)
  - Schweres Kamelregiment (Oberstleutnant Reginald Talbot)
    - 1. Kompanie – Life Guards
    - 2. Kompanie – Royal Horse Guards und 2nd Dragoon Guards (Queen’s Bays)
    - 3. Kompanie – 4th/5th Royal Dragoon Guards
    - 4. Kompanie – Royal Scots Greys
    - 5. Kompanie – 5th Lancers und  16th Lancers

  - Leichtes Kamelregiment – bestehend aus Truppen verschiedener Husaren-Regimenter
  - Gardekamelregiment (Oberstleutnant E. Boscawen) – bestehend aus den Gardeinfanterieregimentern Grenadier Guards, Coldstream Guards, Scots Guards und einer Kompanie Royal Marines
  - berittene Infanterie (G. H. Gough) – bestehend aus Infanterieregimentern die bereits in Ägypten stationiert waren
    - A Kompanie – South Staffordshire Regiment, Black Watch, Gordon Highlanders,
    - B Kompanie – West Kent Regiment, Royal Sussex Regiment, Essex Regiment, Duke of Cornwall's Light Infantry
    - C Kompanie – Rifle Brigade
    - D Kompanie – Somerset Light Infantry, West Kent Regiment, Connaught Rangers, Royal Scots Fusiliers

Zu Stewarts Streitmacht kamen Männer der 19th Hussars auf Pferden. Karl Neufeld, ein deutscher Kaufmann, begleitete die Expedition als Übersetzer. Der Umstand, dass fast alle britischen Garderegimenter vertreten waren, und die Namen der Offiziere des Camel Corps verrieten etwas über die soziale Bedeutung dieser Formation. Zu nennen sind der 4. Viscount St. Vincent, der 12. Earl of Dundonald, der 7. Baron Rodney, Lord Edward Gleichen und Lord Binning.
Am 8. Oktober trafen verschiedene Einheiten des Camel Corps in Kairo ein. Sie wurden bei den Pyramiden stationiert, um die Infektion mit Krankheiten in der Stadt zu verhindern. Die Soldaten dieser Regimenter mussten mit dem Umgang mit Kamelen ausgebildet werden. Stabschef Redvers Buller schrieb dafür das Memorandum Notes for the Use of Camel Regiments. Bestimmt war, dass die Soldaten zu Fuß kämpfen und die Kamele zum Marsch verwenden sollten.

## Verlauf

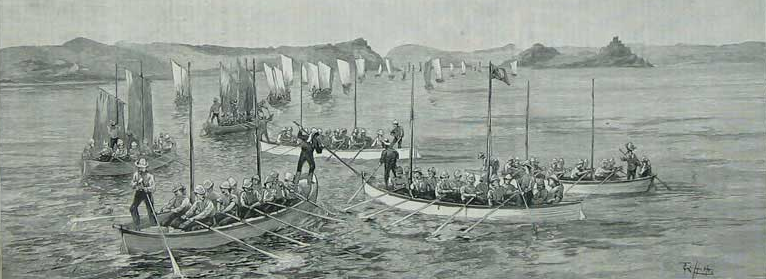
„The Nile Expedition“ aus dem Graphic magazine

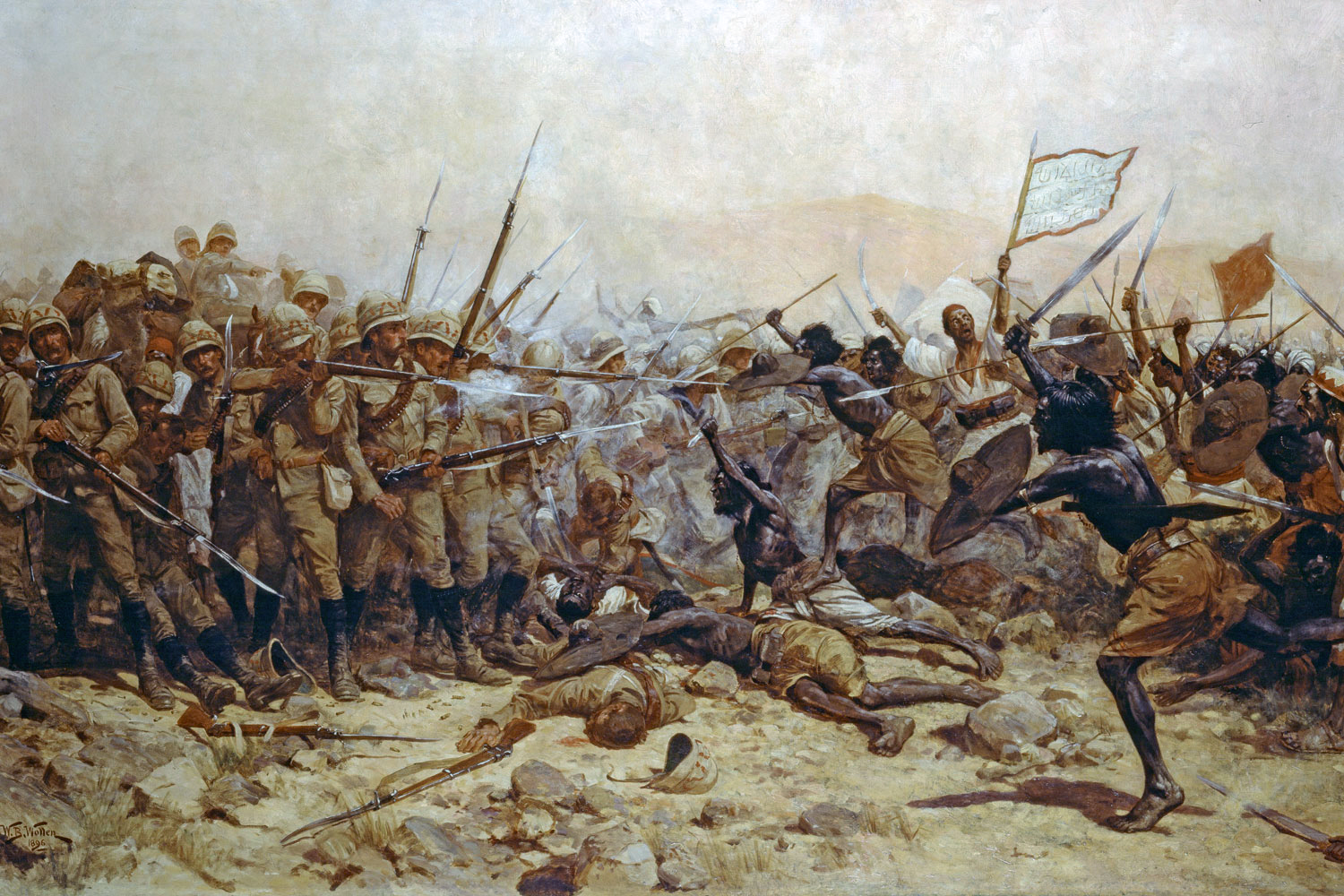
Schlacht von Abu Klea

Am 30. Dezember 1884 begann Stewart mit 1.600 Mann und 2.400 Kamelen seinen Marsch von 185 Meilen, quer durch die Wüste, in Richtung Metemmeh. Am 3. Januar 1885 erreichte er die Brunnen von Gakdul. Hier wurden zwei kleine Forts errichtet und die Truppe wartete auf Verstärkung und Nachschub, wodurch sie auf 1.800 Mann anwuchs. Am 13. Januar wurde der Vormarsch fortgesetzt. Am 17. Januar stieß das Camel Corps bei Abu Klea auf eine Armee der Mahdisten. Diese war aus der Belagerungsarmee vor Khartum und aus Angehörigen des Jaalin-Stammes gebildet worden. Stewart konnte mit 1.500 Mann die weit überlegenen 10.000 Mahdisten in der Schlacht von Abu Klea schlagen. Die Briten verloren in der Schlacht neun Offiziere (u. a. Burnaby, den stellvertretende Befehlshaber) sowie 61 Soldaten. Hinzu kamen 78 Verwundete.
Muhammad Ahmad, der inzwischen selbst die Belagerung von Khartum leitete, beschloss daraufhin, diese abzubrechen, wurde aber von seinen Generälen umgestimmt. In Khartum waren inzwischen die Vorräte verbraucht und die Verteidiger erschöpft. Vor dem Hintergrund des drohenden Entsatzes der Stadt durch britische Truppen wurde der Angriff auf den 26. Januar 1885 festgelegt.
Stewart rückte inzwischen weiter auf Metemmeh vor und wurde am 19. Januar bei Gubat angegriffen. Er selbst wurde dabei tödlich verwundet. Nachdem Stewart verwundet und Burnaby gefallen war, übernahm Sir Charles William Wilson das Kommando. Dies geschah, weil er der rangälteste Offizier war, allerdings ohne Führungserfahrungen. Dieser erreichte den Nil am 21. Januar und traf auf vier Dampfschiffe, die Gordon mit der Bitte um Unterstützung entsandt hatte. Gordon ließ in einer Nachricht vom 14. Januar mitteilen, dass er sich noch zehn Tage würde halten können, wenn keine britischen Truppen einträfen. Wilson legte allerdings eine dreitägige Pause ein, um seine Verwundeten zu versorgen.
Am 24. Januar ließ Wilson zwei Dampfer mit Truppen beladen. Mit 200 Sudanesen, drei britischen Offizieren, unter ihnen Charles Beresford, zwei Marineunteroffizieren und 21 Soldaten des Royal Sussex Regiments brach er in Richtung Khartum auf.
Einer der Dampfer lief am sechsten Katarakt auf Grund, was erneut eine Verzögerung verursachte. Am Morgen des 26. Januar traten 50.000 Mahdisten zum Angriff auf Khartum an. Die Ansari hatten den Rückgang des Frühjahrshochwassers des Nil abgewartet und griffen daraufhin in Booten die nur schwach verteidigte Flussseite Khartums an. Gegen 3 Uhr stürmten sie in die Stadt und töteten Gordon, vermutlich im Gouverneurspalast. Die Mahdisten stellten den Kopf Gordons als Trophäe in ihrem Feldlager aus.
Am 27. Januar gerieten Wilsons zwei Dampfer unter Gewehrfeuer. Bei einem Zwischenstopp erfuhren sie, dass Khartum gefallen sein solle. Einen Tag später, am 28. Januar, trafen die Dampfer in Khartum ein. Unter schwerem Artillerie- und Gewehrfeuer gelangten sie in Sichtweite des Gouverneurspalasts und mussten feststellen, dass jede Hilfe zu spät kam.
Am 10. Februar kam es noch zur Schlacht von Kirbekan, wo die Nile Column, unter Earle, eine zahlenmäßig überlegene Mahdistenstreitmacht besiegte. Dabei kam Earle ums Leben.

## Folgen
Im Zuge der Gordon Relief Expedition kamen die Befehlshaber von Khartum, der River Column und des Camel Corps, die britische Generale Gordon, Steward und Earle ums Leben. Nach dem Tod Gordons ließ Gladstone trotz des Protestes Wolseleys die britischen Truppen aus dem Sudan, abgesehen vom Gebiet Suakin, abziehen. Alle Behauptungen, dass die Expedition ausgesandt wurde, um mehr Menschen als Gordon zu retten, wurden damit diskreditiert. Die im Sudan verbliebenen ägyptischen Garnisonen wurden von den Mahdisten vernichtet. Wolseley machte Wilson und Gladstone für das Scheitern der Expedition verantwortlich. Ihm selbst setzte der Misserfolg sehr zu. Er übernahm nie wieder ein Kommando in einem Feldzug. Großbritannien versuchte erst rund zehn Jahre später, den Sudan zurückzuerobern. Der Mahdi-Aufstand gilt als der erste erfolgreiche Aufstand der Dritten Welt gegen den Kolonialismus. Die Mahdisten errichteten einen Staat, der sich von Darfur im Westen bis Suakin im Osten (ohne die Stadt selbst) und von Dongola im Norden bis Bahr al-Ghazal im Süden erstreckte. Der Mahdi gründete am anderen Nilufer Khartums in Omdurman eine neue Hauptstadt, wo er am 12. Juni 1885 starb. Der Mahdi-Nachfolger, Kalif Abdallahi ibn Muhammad, wurde erst 1898 von anglo-ägyptischen Truppen unter dem britischen General Horatio Herbert Kitchener in der Schlacht von Omdurman geschlagen. Der Sudan wurde nach der Schlacht aber nicht an Ägypten zurückgegeben, sondern als anglo-ägyptisches Kondominium konstituiert. Dieses Kondominium bestand bis 1956.

## Die Gordon Relief Expedition im Film
- Im Film Khartoum (deutscher Alternativtitel: Khartoum – Der Aufstand am Nil), mit Charlton Heston als Gordon und Laurence Olivier als Muhammad Ahmad, werden vor allem die Ereignisse um Gordon Pascha und den Fall Khartums geschildert. Der Film wurde 1966 unter der Regie von Basil Dearden und Eliot Elisofon gedreht und war bei der Oscarverleihung 1967 in der Kategorie Bestes Original-Drehbuch nominiert.
- Die Verfilmung Die vier Federn aus dem Jahr 2002 (von Shekhar Kapur mit Heath Ledger und Kate Hudson) beruht auf dem Roman von A. E. W. Mason. Im Gegensatz zu den Verfilmungen von 1939 und 1955, in denen die Niederschlagung des Mahdi-Aufstandes (1898) thematisiert wurde, handelt dieser Film von der Zeit der Gordon Relief Expedition.